# NFA-Cup 2017
Der NFA-Cup 1990 der namibischen Vereinsfußballmannschaften war die erste Austragung des namibischen Pokalwettbewerbs. Als Sieger ging erstmals der Young African FC aus Gobabis hervor.
Es traten in der Endrunde 32 Mannschaften im K.-o.-System beginnend vom 1/16-Finale an.

## 1. Runde

### Hauptrunde
Die Ergebnisse der 1. Runde wurden nicht übermittelt.

### Achtelfinale
Die Spiele fanden am 17. Juni 2017 im Kuisebmund-Stadion in Walvis Bay und Mariental-Stadion in Mariental statt.
|                | Ergebnis |                        |
| -------------- | -------- | ---------------------- |
| Rundu Chiefs   | 2:0      | Touch & Go FC          |
| Gendev FC      | 2:6      | Tura Magic             |
| Eleven Arrows  | 2:3      | Try Again FC           |
| UNAM FC        | 1:2      | Mighty Gunners         |
| Life Fighters  | 2:5      | Young African          |
| Young Chiefs   | 3:1      | Bee Bob Brothers       |
| Civics FC      | 6:0      | Young Beauties         |
| Eastern Chiefs | 2:0      | Outjo Football Academy |

### Viertelfinale
Die Spiele fanden am 29. Juli 2017 im Legare-Stadion in Gobabis statt.
|                | Ergebnis        |              |
| -------------- | --------------- | ------------ |
| Mighty Gunners | 1:0             | Try Again    |
| Tura Magic     | 1:0             | Civics       |
| Young African  | 0:0 (5:4 i. E.) | Rundu Chiefs |
| Eastern Chiefs | 1:5             | Young Chiefs |

### Halbfinale
Die Spiele fanden am 23. September 2017 im Mokati-Stadion in Otjiwarongo statt.
|                | Ergebnis |              |
| -------------- | -------- | ------------ |
| Mighty Gunners | 2:0      | Tura Magic   |
| Young African  | 2:0      | Young Chiefs |

### Finale
Das Spiel fand am 2. Dezember 2017 im Legare-Stadion in Gobabis statt.
|               | Ergebnis |                |
| ------------- | -------- | -------------- |
| Young African | 3:2      | Mighty Gunners |